# ایدو، بخش جاگوا
ایدو، بخش جاگوا (به لاتین: Aidu, Jõgeva County) یک روستا در استونی است که در شهرستان یوگوا واقع شده‌است.